# Région de Couva-Tabaquite-Talparo
La région de Couva-Tabaquite-Talparo () est l'une des neuf régions de l'île de Trinité à Trinité-et-Tobago. Elle comporte huit communes: la capitale, Cuva, est la plus peuplée avec 48 858 habitants. Sa densité de population est de 247,8 habitants/km². L'entièreté de la région possède un climat de mousson.

## Démographie
En 2011, la région comptait 178 410 habitants, sur une surface d'environ 723 000 km2. Sa densité de population est de 246,76 habitants par km².
Santé
En 2010, l'espérance de vie moyenne était de 76,42 ans, avec une grande différence selon le sexe: 72 pour les hommes, 79 pour les femmes. En 2006, 3,9% de la population n'a pas d'accès à l'eau potable, et 7,3% n'ont pas d'accès à des installations sanitaires de qualité.
Éducation
En 2005, l'accès à l'éducation privée est aussi complexe que genré : en école primaire, 22,84% des filles contre 5,88% des garçons. À la même époque, l'école primaire publique subit une hémorragie, perdant environ 4,5% de ses élèves chaque année. Une cause peut en être le manque de professeurs : un pour 20 élèves dans le public contre un pour 20 élèves dans le privé.